# Srednje Gameljne

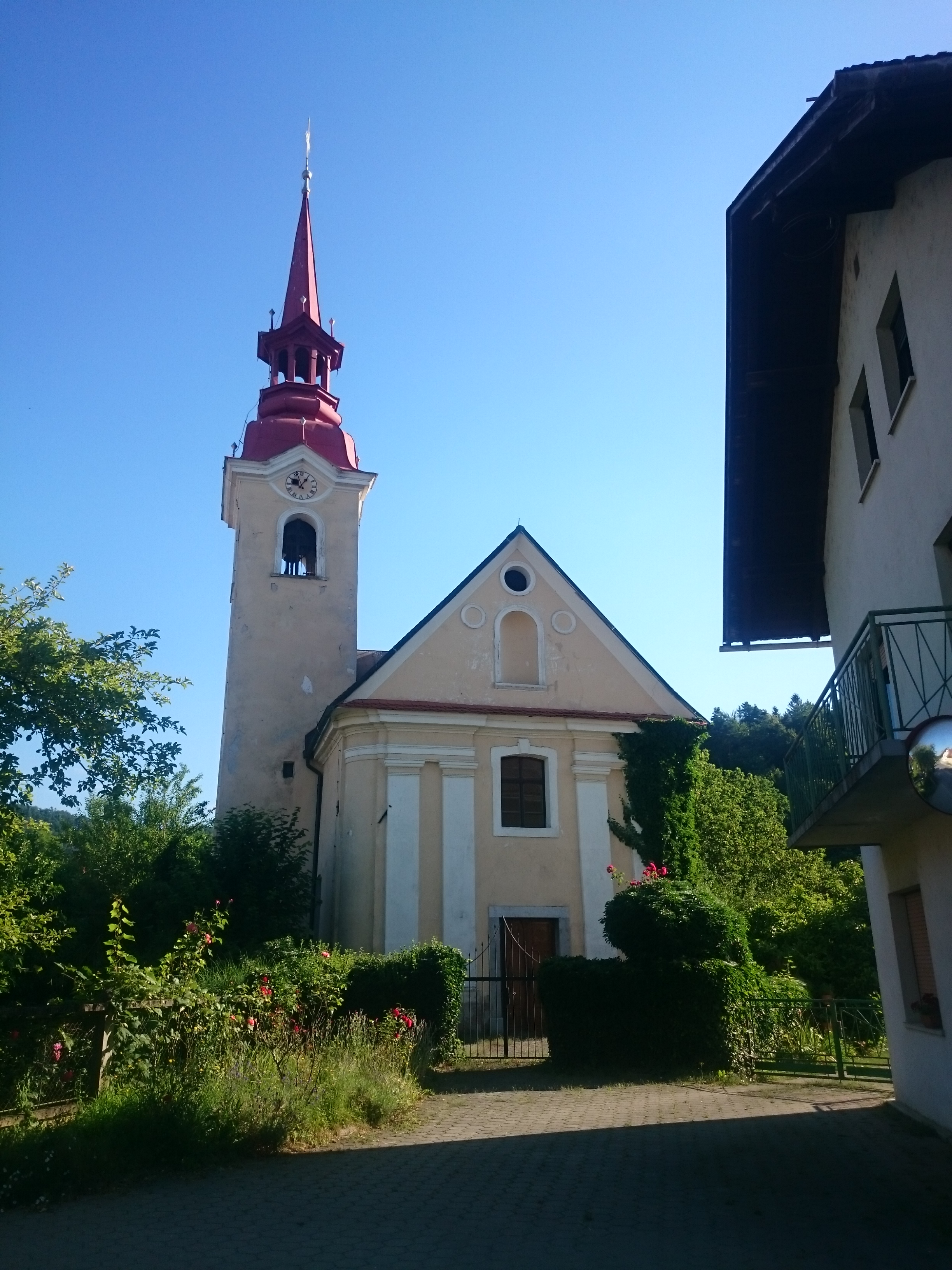
Andreaskirche Sr. Gamelijne

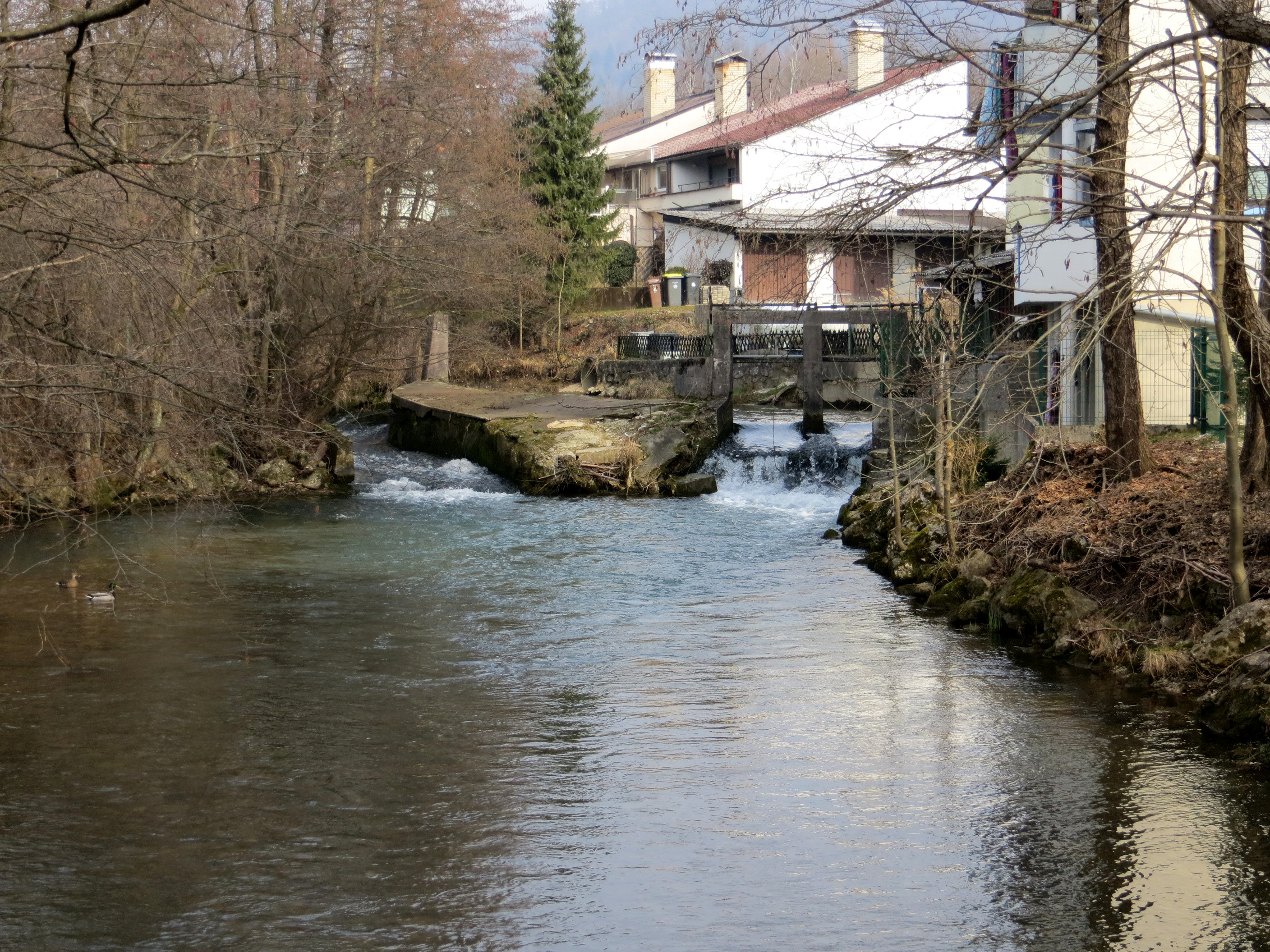
Die Gameljščica in Mittergamling

Srednje Gameljne (sɾeːdnjɛ ˈɡaːməlnɛ; deutsch Mittergamling) ist der Name einer Siedlung nördlich des Stadtgebiets von Ljubljana der Hauptstadt Sloweniens in der Stadtgemeinde Ljubljana, der Hauptstadt Sloweniens. Der Ort wird als unabhängiges Dorf zum Laibacher Stadtbezirk Šmarna gora gezählt.
Srednje Gameljne liegt östlich des Dorfs Zgornje Gameljne, nördlich von Spodnje Gameljne und südlich von Rašica. Das Flüsschen Gameljščica fließt durch die Siedlung.

## Geschichte
In schriftlichen Quellen wird die Siedlung 1260 als Gemlein (und 1295 als Gemleyn, 1338 als Gaͤmelein und 1450 als Mitteren Gamling) erwähnt.

## Sehenswürdigkeiten
Die örtliche St. Andreas-Kirche aus dem 18. Jahrhundert ist eine Filialkirche der Pfarrei von Šmartno pod Šmarno Goro. Sie wurde zusammen mit dem Friedhof erstmals 1520 erwähnt. Mitte des 17. Jahrhunderts wurde sie umgebaut und 1673 geweiht. In der zweiten Hälfte des 18. Jahrhunderts wurde die Kirche um einen Altarraum und eine Sakristei erweitert und in ihrer heutigen Form umgebaut.